# Polyrhachis alexisi
Polyrhachis alexisi é uma espécie de formiga do gênero Polyrhachis, pertencente à subfamília Formicinae.